# 彰化廳
彰化廳（日语：〔〕／ Shōka chō */?）為台灣日治時期行政區劃之一，設立於1901年至1909年間，其北側隔烏溪與臺中廳為界，南側隔濁水溪與斗六廳為界，東側則是以八卦山與南投廳為界。彰化廳的管轄範圍等同現今的彰化縣（芬園鄉除外）。

## 沿革
1895年，臺灣總督府發布地方臨時官制，彰化地區由臺灣縣管轄。1896年3月，臺灣中部設立台中縣，在彰化地區設有「鹿港支廳」（之後改為彰化支廳）。1897年5月，台中縣下的支廳廢除，改設辨務署，彰化地區設有彰化、和美線、鹿港、二林、北斗、社頭和員林等七個辨務署。1898年5月，和美線辨務署併入彰化辨務署，二林辨務署併入北斗辨務署，而原屬北斗辨務署的沙連下堡改隸南投辨務署，社頭辨務署則併入員林辨務署。1899年3月30日，台中辨務署管轄的貓羅堡「田中央庄、快官庄、竹巷庄、風吹厝庄、大埔頭庄、石碑坑庄、番仔田庄」改隸彰化辨務署。1899年9月12日，鹿港辨務署併入彰化辨務署，員林辨務署則是燕霧上堡併入彰化辨務署，其餘併入北斗辨務署，且部分武東堡併入南投辨務署，此時只剩彰化及北斗辨務署。
1901年11月11日，因辨務署負責地方政務，而縣及廳介於總督府與辦務署之間，造成行政事務上的欠缺靈活 ，而廢止「三縣四廳」，設「二十廳」之行政單位，「廳」下設「支廳」，彰化廳因而自台中縣劃出，下設有北斗、鹿港、溪湖、員林、二林、番挖（今芳苑鄉）、田中央等七支廳。1902年5月21日，彰化廳的「六份藔庄、凹窩藔庄、湖水坑崎頭庄」改隸南投廳直轄，南投廳直轄的「泉洲藔庄」改隸屬彰化廳；同年11月25日，原隸屬斗六廳西螺堡的菜公溝庄、水尾庄、新厝庄和牛埔庄等4庄改隸於彰化廳。1903年3月，番挖支廳併入二林支廳，田中央支廳併入北斗支廳。1904年12月11日，彰化廳實行街庄整併，並整併為37區及4街227庄。1905年4月1日，溪湖支廳裁撤，其下街庄併入鹿港支廳和二林支廳。
1909年10月25日，台灣總督府將原有之二十廳，廢止合為十二廳，彰化廳及苗栗廳之一部分併入台中廳。之後，臺中廳直轄的芬園區於1911年8月8日改隸員林支廳，於1915年7月10日改隸彰化支廳。

## 族群分佈
1926年的普查統計中，342,800人籍貫為福建、28,200 人為廣東。（以移民時清朝及明朝的區域劃分福建省及廣東省。）
| 省份 / 居民（千人） | 福建 342.8   | 福建 342.8   | 福建 342.8   | 福建 342.8                            | 福建 342.8   | 福建 342.8                      | 福建 342.8   | 福建 342.8         | 福建 342.8         | 廣東 28.2                             | 廣東 28.2          | 廣東 28.2                       | 其他 0.9 |
| ------------------- | ------------ | ------------ | ------------ | ------------------------------------- | ------------ | ------------------------------- | ------------ | ------------------ | ------------------ | ------------------------------------- | ------------------ | ------------------------------- | -------- |
| 州府 / 居民（千人） | 泉州 203.8   | 泉州 203.8   | 泉州 203.8   | 漳州 124.7                            | 汀州 1.8     | 龍巖 5.3                        | 福州 2.9     | 興化 0.3           | 永春 4.0           | 潮州 21.3                             | 嘉應 6.1           | 惠州 0.8                        | 其他 0.9 |
| 地區 / 居民（千人） | 安溪 28.3    | 同安 61.8    | 三邑 113.7   | 漳州 124.7                            | 汀州 1.8     | 龍巖 5.3                        | 福州 2.9     | 興化 0.3           | 永春 4.0           | 潮州 21.3                             | 嘉應 6.1           | 惠州 0.8                        | 其他 0.9 |
| 語言 【方言】       | 閩南【泉州】 | 閩南【泉州】 | 閩南【泉州】 | 客家【南靖、平和、詔安】 閩南【漳州】 | 客家【汀州】 | 客家【汀州】 閩南【龍巖、漳平】 | 閩東【福州】 | 興化【莆田、仙遊】 | 閩南【泉州、大田】 | 客家【豐順、饒平、大埔】 閩南【潮州】 | 客家【四縣、長樂】 | 客家【海陸】 閩南【潮州、漳州】 | 多種語言 |

明、清渡海至彰化開發的人群，主要來自中國大陸閩、粵兩省，以福建省泉州府和漳州府為主，泉州府籍移民為彰化最早漢族移民群體，廣泛分佈在彰化平原的街庄，其中鹿港地區有接近99%的泉州移民，當中三邑移民就佔了85%；漳州府籍移民所分佈的地點大多較接近內陸地區，以大村、社頭、二水和田中這四鄉鎮較為集中；漳泉以外的移民構成福建族群之少數，有福州、汀州和興化移民。廣東移民內部以潮州府籍居多，並集中分佈於南彰化的埔心、員林和永靖。

### 附註
1. ↑  根據學者吳中杰的研究，彰化市有魏、游、胡、蘇等四姓永定人聚居，定光佛廟附近亦有永定蘇姓後裔居住，不過因資料不充足，僅能推測廟址附近可能即為永定人聚落。[12]

## 歷任廳長
| 任次 | 肖像 | 姓名 (生–卒)       | 在任時間       | 在任時間       | 備註 |
| ---- | ---- | ------------------ | -------------- | -------------- | ---- |
| 1    |      | 須田綱鑑 (？–？)   | 1901年11月11日 | 1904年6月29日  |      |
| 2    |      | 加藤尚志 (？–？)   | 1904年6月29日  | 1907年9月12日  |      |
| 3    |      | 小松吉久 (1867–？) | 1907年9月12日  | 1909年10月25日 |      |

### 附註
1. ↑  原臺南縣鹽水港辨務署長。
2. ↑  原警察本署衛生課長。
3. ↑  改任臺北廳長。
4. ↑  原臺北監獄長。
5. ↑  改任宜蘭廳長。

## 行政區劃

### 1902年 (七支廳)
彰化廳管內街庄長管轄區域名稱公布於1902年4月25日，同年5月1日起施行。廳直轄及各支廳所轄之區名如下（粗體為支廳署所在區名）：
- 廳治：線東堡彰化城內

- 廳直轄
  - 管轄：彰化區、大竹圍區、東門外區、嘉犁區、和美線區、下見口區、新港區、竹巷區、橋仔頭區、茄苳腳區

- 鹿港支廳    
  - 支廳署：馬芝堡鹿港街
  - 管轄區名：鹿港區、許厝埔區、楓仔林區、中頭崙埔區、洪堀藔區、番社區

- 溪湖支廳
  - 支廳署：二林上堡溪湖街
  - 管轄：溪湖區、頂三塊厝區

- 北斗支廳
  - 支廳署：東螺西堡北斗街
  - 管轄：北斗區、小埔心區、舊眉區、海豐崙區、下壩區

- 員林支廳    
  - 支廳署：燕霧下堡員林街
  - 管轄：員林區、大庄區、大埔心區、羅厝區、永靖區、社頭區、湳雅區

- 二林支廳
  - 支廳署：二林下堡二林街
  - 管轄：二林區、內蘆竹塘區、大城厝區

- 番挖支廳
  - 支廳署：深耕堡番挖街
  - 管轄：番挖區

- 田中央支廳
  - 支廳署：武東堡田中央庄
  - 管轄：沙仔崙區、二八水區、卓乃潭區

### 1905年 (四支廳)
| 直轄/支廳 | 區         | 管轄區域 | 管轄區域 | 備註         |
| 直轄/支廳 | 區         | 堡里     | 街庄 | 備註         |
| --------- | ---------- | -------- | --- | ------------ |
| 直轄      | 彰化區     | 線東堡   | 彰化街 |              |
| 直轄      | 大竹圍區   | 線東堡   | 大竹圍庄、番社口庄、渡船頭庄、牛稠仔庄、阿夷庄                                                                               |              |
| 直轄      | 南門口區   | 線東堡   | 南門口庄、大埔庄、莿桐腳庄、西門口庄                                                                                         |              |
| 直轄      | 嘉犁區     | 線東堡   | 嘉犁庄、西勢仔庄、新庄仔庄、中藔庄、柑仔井庄                                                                                 |              |
| 直轄      | 和美線區   | 線西堡   | 和美線庄、頭前藔庄、月眉庄、七張犁庄、番雅溝庄、大霞佃庄                                                                     |              |
| 直轄      | 下見口區   | 線西堡   | 十五張犁庄、頂犁庄、下犁庄、下見口庄                                                                                         |              |
| 直轄      | 新港區     | 線西堡   | 塗厝厝庄、埤仔墘庄、溪底庄、新港庄、泉州厝庄                                                                                 |              |
| 直轄      | 橋仔頭區   | 燕霧上堡 | 三家春庄、橋仔頭庄、白沙坑庄                                                                                                 |              |
| 直轄      | 茄苳腳區   | 燕霧上堡 | 茄苳腳庄、陝西庄、秀水庄、口庄                                                                                               |              |
| 直轄      | 快官區     | 貓羅堡   | 快官庄、田中央庄 |              |
| 直轄      | 馬興區     | 馬芝堡   | 馬興庄、馬鳴山庄、安東庄、埔姜崙庄、曾厝厝庄、下崙庄                                                                         |              |
| 鹿港支廳  | 鹿港區     | 馬芝堡   | 鹿港街 |              |
| 鹿港支廳  | 頂厝區     | 馬芝堡   | 頂厝庄、橋頭庄、打鐵厝庄、顏厝庄、海埔厝庄                                                                                   |              |
| 鹿港支廳  | 頂番婆區   | 馬芝堡   | 廖厝庄、溝墘庄、頂番婆庄、南勢庄、草港中庄、草港尾庄                                                                         |              |
| 鹿港支廳  | 番社區     | 馬芝堡   | 番社庄、外埔庄、外中庄、三汴頭庄、大崙庄                                                                                     |              |
| 鹿港支廳  | 洪堀藔區   | 馬芝堡   | 福興庄、菜園角庄、洪堀藔庄、管嶼厝庄、鎮平庄                                                                                 |              |
| 鹿港支廳  | 埔鹽區     | 馬芝堡   | 牛埔厝庄、四塊厝庄、三塊厝庄、南港庄、崙仔腳庄、廍仔庄、埔鹽庄、瓦磘庄、南勢埔庄、三省庄                                     | 原屬溪湖支廳 |
| 鹿港支廳  | 埔鹽區     | 二林上堡 | 浸水庄、石埤腳庄 | 原屬溪湖支廳 |
| 鹿港支廳  | 溪湖區     | 二林上堡 | 溪湖庄、頂藔庄、大突庄、田中央庄、汴頭庄、西勢厝庄                                                                           | 原屬溪湖支廳 |
| 鹿港支廳  | 溪湖區     | 武西堡   | 阿媽厝庄、崙仔腳庄 | 原屬溪湖支廳 |
| 員林支廳  | 羅厝區     | 武西堡   | 羅厝庄、同安宅庄、竹仔腳庄                                                                                                   |              |
| 員林支廳  | 大埔心區   | 武西堡   | 大溝尾庄、舊館庄、大埔心庄、大平庄、瓦磘厝庄、埤霞庄、梧鳳庄                                                                 |              |
| 員林支廳  | 大埔心區   | 燕霧下堡 | 加錫庄、大崙庄 |              |
| 員林支廳  | 大庄區     | 燕霧下堡 | 南平庄、黃厝庄、埤仔頭、蓮花池庄、擺塘庄、過溝庄、大庄、茄苳林庄                                                             |              |
| 員林支廳  | 員林區     | 燕霧下堡 | 員林街、三條圳庄、三塊厝庄、東山庄                                                                                           |              |
| 員林支廳  | 員林區     | 武東堡   | 番仔崙庄 |              |
| 員林支廳  | 湳雅區     | 武東堡   | 湖水坑庄、萬年庄、大饒庄、柴頭井庄、湳雅庄                                                                                   |              |
| 員林支廳  | 關帝廳區   | 武東堡   | 枋橋頭庄 |              |
| 員林支廳  | 關帝廳區   | 武西堡   | 關帝廳庄、湳港西庄、湳港舊庄、五汴頭庄、陳厝厝庄、崙仔庄、田中央庄、湳底庄                                                   |              |
| 員林支廳  | 社頭區     | 武西堡   | 張厝庄 |              |
| 員林支廳  | 社頭區     | 武東堡   | 石頭公庄、許厝藔庄、舊社庄、社頭庄、崙雅庄                                                                                   |              |
| 北斗支廳  | 卓乃潭區   | 武東堡   | 普興庄、內灣庄、卓乃潭庄、大平庄                                                                                             |              |
| 北斗支廳  | 二八水區   | 東螺東堡 | 鼻仔頭庄、大坵園庄、二八水庄、過圳庄、十五庄                                                                                 |              |
| 北斗支廳  | 下霸區     | 東螺東堡 | 圳藔庄、西畔庄、下霸庄、過溪仔庄、下水埔庄                                                                                   |              |
| 北斗支廳  | 田中央區   | 東螺東堡 | 內三塊厝庄、大新庄、外三塊厝庄                                                                                               |              |
| 北斗支廳  | 田中央區   | 武東堡   | 田中央庄、大紅毛社庄 |              |
| 北斗支廳  | 田中央區   | 武西堡   | 鎮平庄、小紅毛社庄 |              |
| 北斗支廳  | 海豐崙區   | 東螺東堡 | 獨鰲庄、海豐崙庄、打簾庄、田尾庄、饒平厝庄                                                                                   |              |
| 北斗支廳  | 海豐崙區   | 武西堡   | 曾厝崙庄 |              |
| 北斗支廳  | 海豐崙區   | 東螺西堡 | 溪仔頂庄 |              |
| 北斗支廳  | 北斗區     | 東螺西堡 | 北斗街、北斗庄、北勢藔庄 |              |
| 北斗支廳  | 舊眉區     | 東螺西堡 | 舊眉庄、溪洲庄、溪墘厝庄、三條圳庄、潮洋厝庄、水尾庄                                                                         |              |
| 北斗支廳  | 小埔心區   | 東螺西堡 | 新庄仔庄、斗六甲庄、牛稠仔庄、番仔埔庄、三塊厝庄、大湖厝庄、路口厝庄、小埔心庄、崙仔庄、埤頭庄、連交厝庄                     |              |
| 北斗支廳  | 小埔心區   | 二林下堡 | 周厝崙庄 |              |
| 二林支廳  | 二林區     | 二林上堡 | 塗仔崙庄、挖仔庄、萬興庄 | 原屬溪湖支廳 |
| 二林支廳  | 二林區     | 深耕堡   | 𥕟磘庄、丈八斗庄 |              |
| 二林支廳  | 二林區     | 二林下堡 | 二林庄、中西庄、火燒厝庄、竹圍仔庄、外蘆竹塘庄、犁頭厝庄、後厝庄、山藔庄、大排沙庄、萬合庄                                   |              |
| 二林支廳  | 番挖區     | 二林下堡 | 草湖庄、王功庄、漢寶園庄、舊趙甲庄                                                                                           |              |
| 二林支廳  | 番挖區     | 深耕堡   | 番挖庄、路上厝庄、後藔庄、溝仔墘庄、頂廍仔庄、埤腳庄                                                                         |              |
| 二林支廳  | 大城厝區   | 深耕堡   | 三塊厝庄、新街庄、山藔庄、公館庄、西港庄、頂海墘厝庄、下海墘厝庄、下牛稠庄、下山腳庄、頂山腳庄、魚藔庄、大城厝庄、外五間藔庄 |              |
| 二林支廳  | 內蘆竹塘區 | 深耕堡   | 潭墘庄、尤厝庄、內蘆竹塘庄、鹿藔庄、九塊厝庄、內新厝庄、下溪墘庄、番仔藔庄、田頭庄、樹仔腳庄、五庄仔庄、面前厝庄             |              |